# Carme L
Il Carme 50 è la cinquantesima poesia del Liber di Catullo e rientra nella sezione delle nugae, che va dal carme 1 al carme 60. La poesia, così come i carmi 14 e 53, è dedicata a Gaio Licinio Calvo, configurandosi in un genere ben noto della letteratura latina, ossia quello delle lettere ad amici. A differenza degli altri citati, si distingue poiché indirizzato ad un pubblico più vasto. Il carme tratta della poesia come di un’attività giocosa e divertente, lontana da temi politici e civili.

## Testo
(Carme 50)

## Analisi
Il carme 50, in endecasillabi faleci, descrive le impressioni di Catullo sulla giornata trascorsa con l’amico Licinio Calvo a comporre versiculos sull’amore. Il tempo passato insieme è piacevole e ozioso, disimpegnato e rilassato; i due amici, tra vino e battute, si dilettano in sfide poetiche, scambiandosi versi in una sorta di competizione metrica. Tornato a casa, Catullo sente il desiderio di stare di nuovo con l’amico e, per esprimere la sua condizione, utilizza immagini che ricorrono nella figura stereotipata dell’uomo innamorato; infatti, come viene espresso nei versi 9-11, Catullo non riesce a mangiare né a dormire, e continua a rivoltarsi nel letto indomitus.  Nella poesia si possono individuare vari percorsi lessicali, tra cui emergono quello dell’ozio e del piacere, che si manifesta nelle prime strofe attraverso termini quali otiosi (v.1), lusimus (v.2), iocum (v.6); il percorso di amore e passione, presente in particolare nella seconda e nella quarta strofa (incensus, indomitus, furore). il percorso della poesia persiste in tutto il componimento grazie ad espressioni particolarmente incisive, come, ad esempio, tabellis, scribens, versiculos, poema, oramus. Per dare vigore al concetto dello scrivere si nota la funzione onomatopeica dell’allitterazione della s. In contrapposizione con i toni gioiosi e leggeri che caratterizzano la prima parte della poesia, le strofe finali presentano suggestioni più cupe e nostalgiche. All’atmosfera trasmessa dall’ultima sezione si accompagna un registro più elevato, potenziato da figure retoriche quali una figura etimologica (cave… cave… caveto (vv. 18-21)), un’iperbole (semimortua al v. 15) e una climax relativa al piano semantico della stanchezza (semimortua…  defessa vv. 14-15). Si individuano, ad intermittenza, termini che appartengono ad un registro colloquiale come despuo (v.19) e il diminutivo ocelle (v. 19). La poesia si conclude con un ammonimento a Licinio: la dea Nemesis (v. 20), nota per la sua furia, deve essere assolutamente temuta e rispettata; Licinio deve fare attenzione ad evitare superbia e tracotanza per premunirsi dalle punizioni di Nemesis.